# Johan Samuel Rosensvärd
Johan Samuel Rosensvärd, född 31 juli 1782 i Stockholm, död 10 december 1818 på Nevis, var en svensk militär och kartograf. Mellan 1816 och 1818 var Rosensvärd guvernör över kolonin Svenska S:t Barthélemy.

## Biografi
Rosensvärd föddes som andre son till överstelöjtnant Carl Reinhold Pettersén (1739–1790), adlad Rosensvärd, och dennes hustru Lovisa Eleonora Rabbe (1758–1799).

Johan Rosensvärd följde i faderns fotspår och inträdde i det militära där han 1814 befordrades till major. 1803–1805 deltog han vid Sjömätningskårens kartläggning av västkusten. Den 9 maj 1815 befordrades han till överstelöjtnant vid arméns flotta.

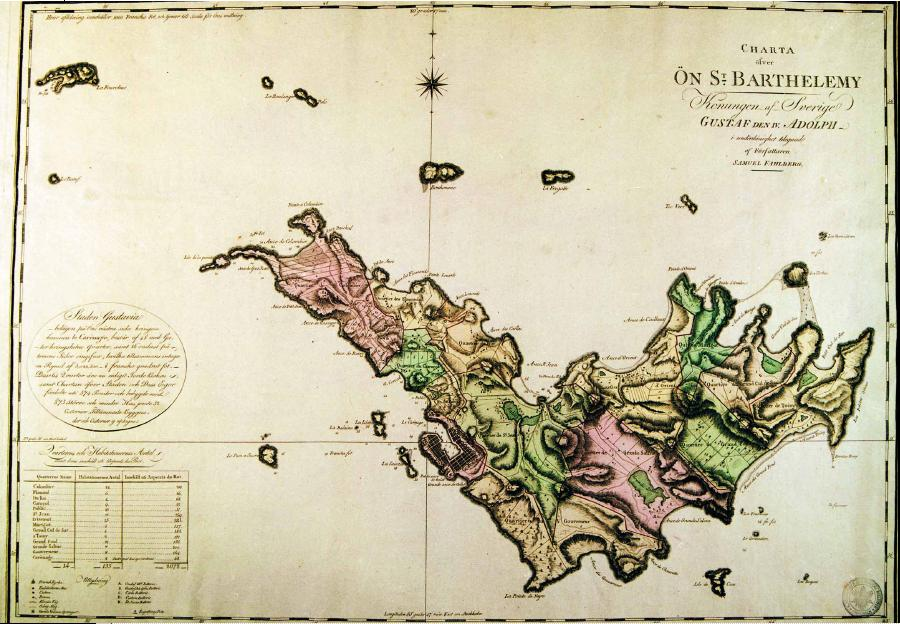
Svenska S:t Barthélemy 1784-1878.

Den 5 augusti 1816 utnämndes han till guvernör över Svenska S:t Barthélemy som efterträdare till Berndt Stackelberg. Johan Rosensvärd anlände till ön den 5 oktober och var guvernör över kolonin mellan den 20 oktober 1816 och den 19 september 1818.
Rosensvärd gifte sig med Kristina Sofia Appelquist och 1816 fick paret sonen Johan Henrik.
Rosensvärd drabbades av febersjukdom och åkte den 19 september 1818 till närbelägna Nevis för läkarvård där han avled den 10 december.